# Mdjebna
La mdjebna est un plat traditionnel algérien.

## Étymologie
Le nom de ce mets provient de la langue arabe, plus précisément du mot jebn, signifiant « fromage ».

## Description
Il s'agit d'un gratin à base de viande hachée, de fromage, de chapelure et d’œufs. Ce gratin tire ses saveurs de la cannelle et de l'ail.